# Євро-6
Євро-6 — екологічний стандарт, що регулює вміст шкідливих речовин у вихлопних газах.
Спочатку передбачалося, що цей стандарт екологічних норм набуде чинності в Європі 31 грудня 2013 року. Але згодом його введення було відкладено на 2015 рік.
Згідно з нормами нового стандарту, викиди вуглекислого газу новими легковими автомобілями повинні складати менше ніж 130 грамів на кілометр шляху.
У таблиці нижче наведені різні екологічні стандарти для легкових автомобілів в порівняння з Євро-6.
| Екологічний стандарт    | Оксид вуглецю(II) (CO) | Вуглеводні | Леткі органічні речовини | Оксиди азоту (NOx) | HC+NOx      | Суспензія (PM) |
| ----------------------- | ---------------------- | ---------- | ------------------------ | ------------------ | ----------- | -------------- |
| Для дизельного двигуна  |                        |            |                          |                    |             |                |
| Євро-1                  | 2,72 (3,16)            | -          | -                        | -                  | 0,97 (1,13) | 0,14 (0,18)    |
| Євро-2                  | 1,0                    | -          | -                        | -                  | 0,7         | 0,08           |
| Євро-3                  | 0,64                   | -          | -                        | 0,50               | 0,56        | 0,05           |
| Євро-4                  | 0,50                   | -          | -                        | 0,25               | 0,30        | 0,025          |
| Євро-5                  | 0,500                  | -          | -                        | 0,180              | 0,230       | 0,005          |
| Євро-6                  | 0,500                  | -          | -                        | 0,080              | 0,170       | 0,005          |
| Для бензинового двигуна |                        |            |                          |                    |             |                |
| Євро-1                  | 2,72 (3,16)            | -          | -                        | -                  | 0,97 (1,13) | -              |
| Євро-2                  | 2,2                    | -          | -                        | -                  | 0,5         | -              |
| Євро-3                  | 2,3                    | 0,20       | -                        | 0,15               | -           | -              |
| Євро-4                  | 1,0                    | 0,10       | -                        | 0,08               | -           | -              |
| Євро-5                  | 1,000                  | 0,100      | 0,068                    | 0,060              | -           | 0,005**        |
| Євро-6                  | 1,000                  | 0,100      | 0,068                    | 0,060              | -           | 0,005**        |